# Piatra, Teleorman
Piatra là một xã thuộc hạt Teleorman, România. Dân số thời điểm năm 2002 là 3845 người.